# Neritina oweniana
Neritina oweniana es una especie de molusco gasterópodo de la familia Neritidae en el orden de los Archaeogastropoda.

## Distribución geográfica
Se encuentra en Angola Camerún Costa de Marfil, Guinea Ecuatorial Gabón Ghana Liberia y Nigeria.

## Hábitat
Su hábitat natural son: los ríos.